# Dáka, Veszprém
Dáka  este un sat în districtul Pápa, județul Veszprém, Ungaria, având o populație de 663 de locuitori (2011). 

## Demografie
Componența etnică a satului Dáka
     Maghiari (95,29%)
     Români (2,98%)
     Romi (1,26%)
     Germani (0,47%)
Componența confesională a satului Dáka
     Romano-catolici (26,09%)
     Reformați (25,19%)
     Luterani (6,49%)
     Fără religie (4,52%)
     Necunoscută (37,71%)
Conform recensământului din 2011, satul Dáka avea 663 de locuitori. Din punct de vedere etnic, majoritatea locuitorilor (95,29%) erau maghiari, existând și minorități de români (2,98%) și romi (1,26%). Nu există o religie majoritară, locuitorii fiind romano-catolici (26,09%), reformați (25,19%), luterani (6,49%) și persoane fără religie (4,52%). Pentru 37,71% din locuitori nu este cunoscută apartenența confesională.